# پچوریسه
پچوریسه (به لاتین: Pečurice) یک منطقهٔ مسکونی در مونته‌نگرو است که در شهرداری بار واقع شده‌است. پچوریسه ۵۷۳ نفر جمعیت دارد.